# Cazzi Opeia
Cazzi Opeia, właśc. Moa Anna Maria Carlebecker Forssell (ur. 10 listopada 1988 w Eksjö) – szwedzka piosenkarka, kompozytorka i autorka tekstów piosenek.

## Kariera
W 2009 roku wzięła udział w szwedzkiej odsłonie programu Idol, w której odpadła na etapie kwalifikacji. W międzyczasie odkrył ją amerykański producent Billy Mann, a podczas ich pierwszego spotkania w studio muzycznym powstał pseudonim piosenkarki, wywodzący się od nazwy gwiazdozbioru Kasjopei. W przeciągu następnego roku wydała dwa single: oryginalną piosenkę „I Belong To You” oraz cover piosenki „Judas”, oryginalnie wykonanej przez Lady Gagę, który został doceniony przez samą autorkę i spotkał się z międzynarodowym uznaniem jej fanów.
W 2016 roku zaczęła pisać piosenki z gatunku K-pop dla południowokoreańskich grup. Niedługo później wydany został jej pierwszy hit w tym gatunku – utwór „Peek-A-Boo”, napisany dla girlsbandu Red Velvet. Od tego czasu tworzyła również z takimi grupami jak BTS, NCT 127 i Enhypen. W 2021 za swoje sukcesy w tej dziedzinie muzyki zwyciężyła w kategorii Międzynarodowy sukces roku podczas szwedzkiej gali nagród Musikförläggarna.
Pod koniec listopada 2021 ogłoszono, że zakwalifikowała się ona do stawki konkursowej Melodifestivalen 2022, gdzie zgłosiła się z piosenką „I Can't Get Enough”. 19 lutego wystąpiła w trzecim półfinale selekcji, w którym zajęła 4. miejsce i awansowała do etapu drugiej szansy, skąd dotarła do finału, w którym ostatecznie zajęła 9. miejsce. W tym samym czasie w Konkursie Piosenki Amerykańskiej Oklahomę reprezentowała AleXa z piosenką „Wonderland”, w której tworzeniu wkład miała Cazzi Opeia; propozycja ostatecznie zwyciężyła z dorobkiem 710 punktów.
W 2023 roku brała aktywny udział w pisaniu i komponowaniu utworu „Tattoo”, z którym Loreen zwyciężyła Melodifestivalen, a później 67. Konkurs Piosenki Eurowizji. Po występie w Melodifestivalen, piosenka zadebiutowała na pierwszym miejscu szwedzkiej listy singli. W grudniu 2023 ogłoszono, że zakwalifikowała się ona do stawki konkursowej Melodifestivalen 2024, gdzie zgłosiła się z piosenką „Give My Heart a Break”. 17 lutego wystąpiła w trzecim półfinale selekcji, w którym zajęła 2. miejsce i awansowała do finału, zorganizowanego 9 marca, w którym zajęła 4. miejsce.

## Życie prywatne
Gdy była nastolatką, rozwiedli się jej rodzice, po czym jej matka, wszedłwszy w związek z olimpijczykiem Ragnarem Skanåkerem, zamieszkała z nim i córką w Växjö. Jest w związku z partnerem Jonasem, który jest od niej 16 lat starszy.

## Dyskografia

### Single
| Rok  | Tytuł                   | Najwyższe miejsce na liście | Album |
| Rok  | Tytuł                   | SWE                         | Album |
| ---- | ----------------------- | --------------------------- | ----- |
| 2010 | „I Belong to You”       | –                           | –     |
| 2011 | „My Heart In 2”         | –                           | –     |
| 2011 | „Oxygen”                | –                           | –     |
| 2012 | „With You”              | –                           | –     |
| 2014 | „Endless Flame”         | –                           | –     |
| 2015 | „Here We Go Again”      | –                           | –     |
| 2016 | „Here She Comes”        | –                           | –     |
| 2017 | „Meat”                  | –                           | –     |
| 2017 | „Batman & Robin”        | –                           | –     |
| 2017 | „Wild Ones”             | –                           | –     |
| 2018 | „Rich”                  | –                           | –     |
| 2022 | „I Can't Get Enough”    | 5                           | –     |
| 2024 | „Give My Heart a Break” | –                           | –     |